# Silvino Pirauá de Lima
Silvino Pirauá de Lima (Patos, 1848 - Bezerros, 1913) foi poeta, cantador, cordelista brasileiro.
Foi discípulo de Francisco Romano Caluête (Romano de Teixeira), conhecido poeta popular. Exímio violeiro e grande repentista, foi um dos primeiros a usar a sextilha como novo recurso de cordel, e o criador do martelo agalopado, tido também como um dos criadores dos folhetos, juntamente com Leandro Gomes de Barros. 

## Biografia
Filho de agricultores, teve infância sem escola. No entanto, logo cedo aprender a fazer versos e a tocar viola.
Glosador e poeta popular, mostrou sua arte inicialmente nas feiras, cantando e improvisando repentes.
Autor de clássicos, como História do Capitão do Navio, História da Princesa Rosa e Zezinho e Mariquinha.
Morreu em 1913 vitima da varíola aos 65 anos.

## Obras
- História do capitão do navio
- História das três moças que queriam casar com um só moço
- Zezinho e Mariquinha
- A vingança do sultão[5]
- Peleja da alma
- E tudo vem a ser nada
- História de Crispim e Raimundo
- Descrição do Amazonas[3]